# Middletown, Iowa
Middletown là một thành phố thuộc quận Des Moines, tiểu bang Iowa, Hoa Kỳ. Năm 2010, dân số của thành phố này là 318 người.

## Dân số
Dân số qua các năm:
- Năm 2000: 535 người.
- Năm 2010: 318 người.